# Rail Baltica

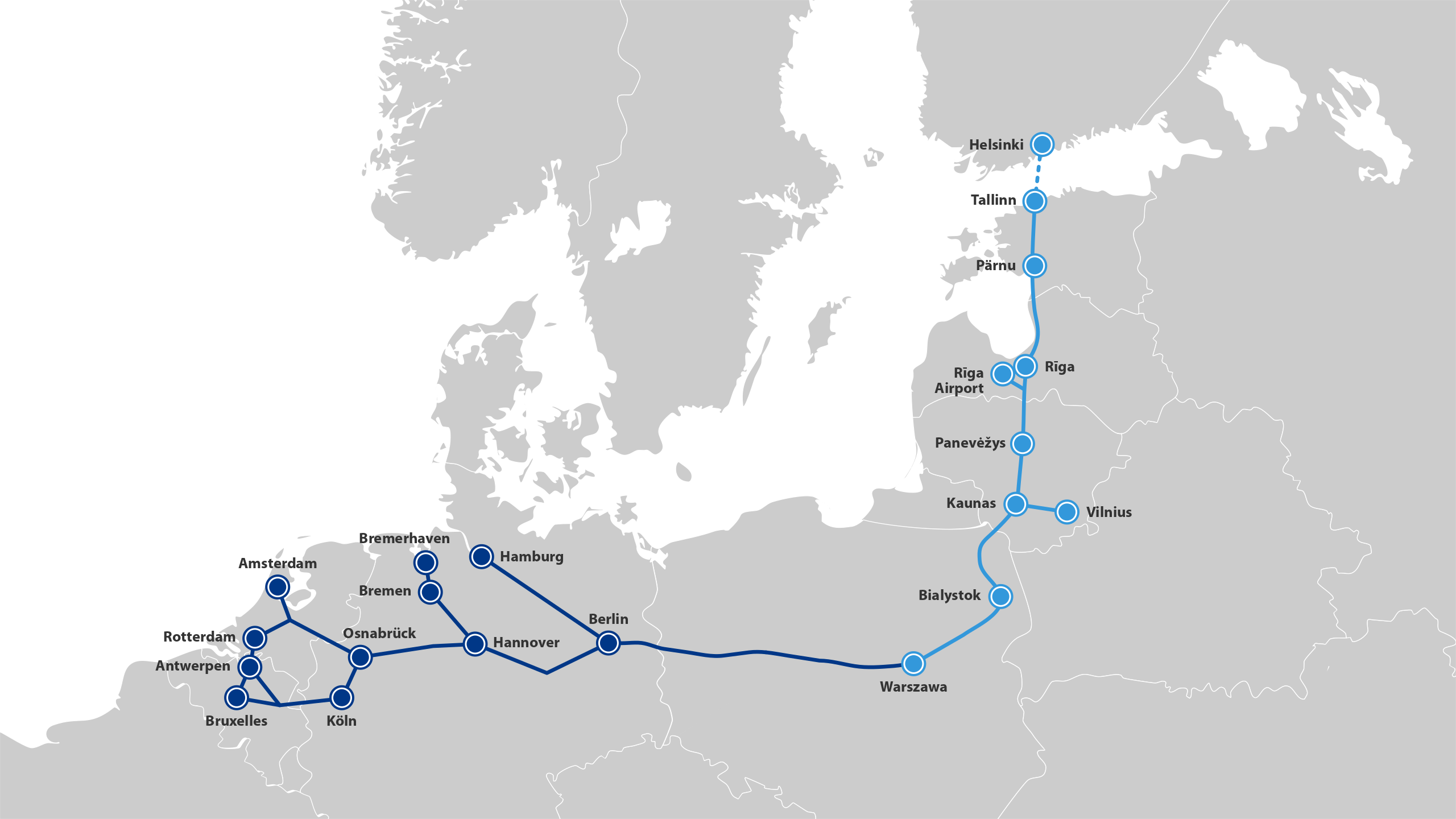
Rail Baltica como parte del corredor del Mar del Norte-Países Bálticos.

Rail Baltica (en Estonia también conocido como Rail Baltic  y la parte báltica se conoce como el Proyecto Global Baltica Rail) es un proyecto greenfield (diseño que parte de cero) de infraestructura ferroviaria para unir Finlandia, Estonia, Letonia, Lituania con Polonia y por eso con un ancho de vía estándar europeo de línea de ferrocarril, proporcionando un servicio de pasajeros y carga entre los países y mejorando las conexiones ferroviarias entre Europa Central y del Norte, además de actuar como catalizador para la construcción del corredor económico en el noreste de Europa. Prevé un enlace ferroviario continuo desde Tallin (Estonia) hasta Varsovia (Polonia) pasando por Riga (Letonia) y Kaunas (Lituania) con el enlace a Vilnius (Lituania). Rail Baltica es uno de los proyectos prioritarios de la Unión Europea: la red transeuropea de transporte (en inglés Trans-European Transport Networks, abreviado como TEN-T). 

## Características
Rail Baltica estará completamente electrificado, por lo que se evitarán las emisiones locales. Se emplearán nuevas tecnologías y materiales en su construcción. La línea se planea evitando las áreas protegidas Natura 2000 en la medida de lo posible y sin causar un impacto significativo en otras áreas protegidas ambientalmente sensibles, y líneas de ferrocarril de 1,520 mm de ancho. Donde sea necesario, se instalarán barreras de protección contra el ruido. Se construirán pasajes especiales de animales mediante terraplenes.
En los países bálticos, Rail Baltica permitirá tanto la intermodalidad como la multimodalidad. El plan incluye tres terminales de carga multimodales clave –en Muuga (Estonia), Salaspils (Letonia) y Kaunas (Lituania)— creando sinergias con la infraestructura existente, siete estaciones internacionales de pasajeros (en Tallin, Pärnu, Riga, Aeropuerto de Riga, Panevežys, Kaunas y Vilnius) con posibles estaciones regionales y conexiones a aeropuertos y puertos marítimos.
La sección de los tres estados bálticos se construirá como una nueva vía rápida, de uso público, doble vía convencional (vía cuádruple, si la línea ferroviaria funcionará con trenes de carga) electrificada y equipada con ERTMS con una velocidad máxima de diseño 249 km/h para trenes de pasajeros y 120 km/h para trenes de mercancías. La nueva línea ferroviaria será diseñada con un ancho de 1.435 mm. Otros parámetros técnicos clave: 
- La longitud máxima del tren de carga será de 1.050 m.
- La carga máxima por eje será de 25 toneladas
- No debe haber paso a nivel con carreteras y con los ferrocarriles de 1.520 mm de ancho para la infraestructura ferroviaria báltica.
- Para servicios de mantenimiento y emergencia, el acceso a la línea principal debe ser cada dos o tres kilómetros y en áreas específicas.
- La vía férrea tendrá balasto.
- Su sistema energético debe ser de 25 kV AC.
- La doble vía debe circular por la derecha.
- ERTMS - Nivel 2, Línea de base 3[3]

Sus parámetros están de acuerdo con las Especificaciones técnicas de la UE para la interoperabilidad (TSI - P2, F1).
La fase de planificación de la implementación de Rail Baltica en los países bálticos se llevó a cabo desde 2010 hasta 2017. La fase de diseño comenzó en 2016 y las actividades de diseño en la Estación Central de Pasajeros de Riga y la estación de pasajeros del Aeropuerto Internacional de Riga en Letonia continuarán hasta 2023. Mientras tanto, está previsto que la construcción de la infraestructura de Rail Baltica comience en 2019 y se complete en 2026.
La sección de Helsinki a Tallin será operada por los transbordadores comerciales existentes. En el futuro, la propuesta de túnel Helsinki-Tallin podría proporcionar un enlace ferroviario entre las dos ciudades. La longitud del ferrocarril entre Tallin y Varsovia será de al menos 950 km. La longitud total de la parte ferroviaria báltica es de 870 km.